# 史錫恩
史錫恩（1923年—2021年），山東定陶人，中華民國政治人物及司法官，官至司法院大法官。

## 生平

### 為八德滅門血案之嫌疑犯平反
1956年（民國45年）12月，桃園縣八德鄉發生轟動一時之「八德滅門血案」，共5人遇害。隔年9月，警方逮捕當地流氓穆萬森。一審時，新竹地方法院（當時桃園縣為新竹地院管轄區）判處穆死刑。惟本案疑點重重，許多人懷疑穆僅是代罪羔羊，國大代表富伯平與立法委員梁肅戎及李公權等3人更志願擔任穆之律師，為其辯護。上訴至二審時，臺灣高等法院推事（即法官）史錫恩、章粹吾及陳繼平撤銷一審判決，改判穆無罪。

## 著作
- 《中國憲法論》
- 《中國刑法論》
- 《中國刑事訴訟法論》
- 《山東人在台灣－法律篇(2)》（1997）

## 榮譽
史辭世後，中華民國總統蔡英文明令褒揚：「司法院前大法官史錫恩，博約碩學，操履清正。少歲卒業國立中央大學法律系，旋登司法官考試金榜，開展懲惡揚善本志。歷任彰化地方法院首席檢察官、臺灣高等法院推事兼庭長暨最高法院推事兼書記官長等職。調派檢察官期間，查究農藥施用不當，探求食安公害議題；悉力海關走私督緝，維護社會經濟秩序，察隱辨微，擿奸發伏。於桃園地方法院院長任內，潛心青少年犯罪防治，研訂量刑參考準據；亟求裁判恰適妥慎，完備訴訟審級制度，片言折獄，務實日新。復膺任第五屆大法官，協成國會定期改選，確保民主憲政運作，剖釋詳贍，理近旨遠；竭智殫誠，通觀全局，曾獲頒一等司法、一等功績獎章等殊榮。暇餘勤攄篇籍，造詣湛精，尤以憲法、刑法及刑事訴訟法等專著標稱。綜其生平，弼教典刑以彰公義，高懸明鏡而匡人權，直聲令績，允孚輿望；流風德劭，矩範芳傳。遽聞遐齡長逝，軫念曷勝，應予明令褒揚，用示政府崇禮邦賢之至意。」